# أبيرون

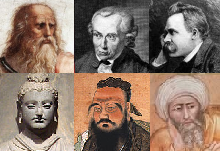

الأبيرون (باليونانية: ἄπειρον)‏ أو اللانهائي أواللامتعين هو مفهوم فلسفي قدمه لأول مرة الفيلسوف أناكسيماندر في القرن 6 ق م، قصد به مادة مختلفة غير محددة ولا متناهية فهي لا محدودة بمعنيين، لامحدودة في الكم ولا في الكيف، فهي مزيج من مختلف الأضداد (البارد والحار، اليابس والرطب، ...) ومنها أتى للوجود كل السماوات وكل العوالم التي فيها.